# Мєдне (Тверська область)
Мєдне (рос. Медное) — село в Калінінському районі Тверської області Російської Федерації.
Населення становить 2645 осіб. Входить до складу муніципального утворення Медновське сільське поселення.

## Історія
Від 2005 року входить до складу муніципального утворення Медновське сільське поселення.

## Населення
| 1859 | 1884  | 1897  | 1939  | 1992  | 2002  | 2010  |
| ---- | ----- | ----- | ----- | ----- | ----- | ----- |
| 2200 | ↘1494 | ↘1109 | ↗1624 | ↗3047 | ↘2732 | ↘2645 |